# Lijst van onderscheidingen van Hirohito
Hirohito (1901 – 1989) bezat de volgende onderscheidingen.
|    | Rang                   | Orde                                                | Land                | Datum                                |
| -- | ---------------------- | --------------------------------------------------- | ------------------- | ------------------------------------ |
| 1  | Keten                  | Chrysanthemumorde                                   | Japan               | 24 september 1921                    |
| 2  | Grootlint              | Chrysanthemumorde                                   | Japan               | 9 september 1912                     |
| 3  | Grootlint              | Orde van de Rijzende Zon                            | Japan               | 1926                                 |
| 4  | Paulownia-Zonneorde    | Orde van de Rijzende Zon                            | Japan               |                                      |
| 5  | Grootlint              | Orde van de Gouden Wouw                             | Japan               | 1926 (afgeschaft in 1947)            |
| 6  | Grootlint              | Orde van de Heilige Schatten                        | Japan               | 1926                                 |
| 7  | Grootlint              | Leopoldsorde                                        | België              |                                      |
| 8  | Der Eerste Klasse      | Orde van de Kroon van Brunei                        | Brunei              |                                      |
| 9  | Bijzonder Grootkruis   | Orde van Verdienste van de Bondsrepubliek Duitsland | Duitsland           |                                      |
| 10 | Grootkruis             | Orde van het Zuiderkruis                            | Brazilië            |                                      |
| 11 |                        | Orde van de Rajamitrabhorn                          | Thailand            | 27 mei 1963                          |
| 12 | Lid                    | Orde van Ojaswi Rajanya                             | Nepal               | 1960                                 |
| 13 | Raja (Keten)           | Orde van Sikatuna                                   | Filipijnen          | 30 september 1966- 28 september 1966 |
| 14 | Ridder                 | Orde van de Witte Adelaar                           | Polen               | 19 oktober 1922                      |
| 15 | Grootkruis met Keten   | Orde van de Witte Roos                              | Finland             | 1942                                 |
| 16 | Grootkruis met Keten   | Orde van Verdienste                                 | Italië              | 9 maart 1982                         |
| 17 | Grootkruis met Keten   | Orde van Sint-Olaf                                  | Noorwegen           |                                      |
| 18 | Ridder                 | Orde van het Gulden Vlies                           | Spanje              | 6 oktober 1928                       |
| 19 | Ridder                 | Orde van de Serafijnen                              | Zweden              | 8 mei 1919                           |
| 20 | Ridder                 | Orde van de Olifant                                 | Denemarken          | 23 januari 1923                      |
| 21 | Grootkruis             | Orde van de Verlosser                               | Griekenland         |                                      |
| 22 | Keten                  | Orde van Sint-Joris en Sint-Constantijn             | Griekenland         |                                      |
| 23 | Grootkruis met Keten   | Orde van Pouono                                     | Tonga               |                                      |
| 24 | Ridder Grootkruis      | Koninklijke Orde van Victoria                       | Verenigd Koninkrijk | Mei 1921 - 1941                      |
| 25 | Ridder Grootkruis      | Orde van het Bad                                    | Verenigd Koninkrijk | 9 mei 1921- 1941                     |
| 26 | Ridder                 | Orde van de Kousenband                              | Verenigd Koninkrijk | 1929 - 1941- 1971                    |
| 27 | Ie Klasse met de Keten | Orde van de Witte Leeuw                             | Tsjecho-Slowakije   | 1 september 1928                     |
| 28 | Ridder                 | Orde van de Aankondiging                            | Italië              | 1916                                 |